# Polidipsia
La polidipsia es la denominación médica que se le da al aumento anormal de la sed y que puede llevar al paciente a ingerir grandes cantidades de líquidos, habitualmente agua.
Se da con frecuencia en los diabéticos, siendo en muchos casos uno de los primeros síntomas de la enfermedad. Se puede presentar acompañado de otros síntomas, como la diuresis osmótica. Además la polidipsia es uno de los signos de intoxicación por atropina. Otra causa de la polidipsia puede ser el uso de ciertos fármacos (como el fenobarbital). A alguien que se limite a beber café, cerveza o soda se le puede diagnosticar por error polidipsia psicogénica, si se ignora que el paciente está consumiendo diuréticos en gran cantidad.

## Etiología
Las causas más frecuentes son:
- Ingesta de una comida reciente muy condimentada, salada o dulce
- Sangrado suficiente para causar una disminución considerable en la volemia
- Exceso de glucosa (si la persona padece diabetes)
- Medicamentos anticolinérgicos, demeclociclina, diuréticos y fenotiazinas
- Pérdida de agua y sodio (producto de algún vómito reciente)

## Diagnóstico
La polidipsia no es una enfermedad (causa) sino un síntoma (consecuencia). Para diagnosticar las causas de la polidipsia se somete al paciente a un test de privación de fluidos, tras lo cual se le practican análisis de sangre y de orina. En el análisis de sangre también se puede rastrear la presencia de diuréticos (como la cafeína) y otras drogas. Finalmente, puede ser necesaria la realización de un test neurológico para comprobar si el hipotálamo está dañado.
La polidipsia junto con la poliuria es habitual en el cuadro clínico de la diabetes mellitus.

## Diagnóstico diferencial

### Polidipsia no fisiológica
La polidipsia psicogénica o potomanía es aquella que se debe a factores de orden psicológico, tales como enfermedades mentales o dificultades de aprendizaje. Mientras que la polidipsia psicogénica no suele darse en individuos sin trastornos mentales, hay casos de una forma más leve de polidipsia que puede aparecer en ausencia de psicosis u otras patologías mentales. El exceso en la ingesta de líquidos puede llevar a diagnósticos erróneos de diabetes insípida, por ser aquel un síntoma habitual de esta última.